# コモティニ
コモティニ（ギリシャ語:Κομοτηνή、トルコ語: ギュミュルジネ Gümülcine）は、ギリシャ北東部の都市であり、東マケドニア・トラキア地方の首府および、ロドピ県の県都である。また、ロドピ＝エヴロス上位県の首府でもある。1973年に創設された、トラキ大学の本部がある。また、少数派であるトルコ語話者の集結地でもあり、町の人口の50%を占める。

## 地理
コモティニは、ロドピ山脈の山系の近くにある、海抜32〜38mのトラキア平原上にある。町の旧市街はあまり都市計画が行われておらず、最近発展した別の地区とは対照的である。2001年に行われた人口調査によると、コモティニの人口は52,659人であるが、この数には約13,000の下宿生および、訓練生、兵士の人数は含まれていない。町の近辺には空港が2つ（65km離れたアレクサンドルーポリに1つと、110km離れたカヴァラに1つ)ある。交通の便がよく、鉄道やバスは近隣のイスタンブールとだけでなく、ほとんどのギリシア内の都市と繋がっており、道路は新しく建設された、エグナティア高速道路が町を通っている。

## 歴史

### 東ローマ帝国
コモティニの歴史は、ローマ時代に造られたドゥラキウムとコンスタンティノープルを結んだエグナティア街道と密接に関係している。ローマ皇帝テオドシウス1世は、エグナティア街道と北の方向にロドピ山脈を横切りフィリッポポリスへ続く街道との交差点に、小規模の直線の要塞を建設した。その要塞があったために、大きな町であるモシノポリス以西に入植は必要ないとされた。それ故に12世紀末までにはその要塞近辺の一帯は見捨てられていた。1207年にブルガリア皇帝カロヤンがモシノポリスを破壊すると、その難民たちが廃墟となっていた要塞の中に現在のコモティニの町を建設した。14世紀初めの東ローマ内戦の時に、初めてヨハネス6世カンタクゼノスが、クムツィナス(Koumoutsinas)という町の名を言及している。

### オスマン帝国時代
オスマン帝国の時代になり、コモティニはギュミュルジネ(Gümülcine)と呼ばれるようになった。ギュミュルジネの住民はギリシャ人、トルコ人、ユダヤ人、アルメニア人、ブルガリア人、ポマク人から成っていた。ギュミュルジネは、オスマン帝国の首都であるイスタンブールと、帝国内のヨーロッパ地域の都市とを結ぶ重要な中心地であり続け、それゆえに町は成長した。コモティニにある多くの彫像は、この時代に端を発しているのである。

### 第一次バルカン戦争
第一次バルカン戦争中には、ブルガリアがギュミュルジネを占領した。結局、第二次バルカン戦争中の1913年7月14日には、ギリシャに征服されたが、ブカレスト条約ではギュミュルジネはブルガリアに返還された。町のギリシャ人住民がブルガリアの支配下から脱しようと、さまざまな作戦をこらしたが、第一次世界大戦まではブルガリアの一部であり続けた。1913年には短命な国家として、ギュミュルジナ共和国が西トラキア地方に建国され、コモティニはこの国の首都として宣言された。1919年のヌイイ条約では、コモティニは他の西トラキア地方とともに、ギリシャに返還された。

### 近年のコモティニ
コモティニの町の中心部には、アギア・パラスケヴィ中央公園があり、地元では『剣』と呼ばれる、15mの高さがある第二次世界大戦の英雄の記念碑がある。再建された中央広場または、Plateia Irinis（平和の広場）と呼ばれる場所は、この町に多く住む学生たちの夜の歓楽街となっている。また、旧商業中心地は、他のギリシャの町にはとうに無くなった伝統的な店舗や工場がある場所として、観光客にとても人気がある。さらには、ネア・モシヌーポリ(Nea Mosinoupoli)とよばれる町の北西の郊外には、コスモポリス・パークと呼ばれる、デパートをはじめ、店舗や、スーパーマーケット、映画館、カフェやレストランなどが入居した近代的なショッピング・モールがあり、現地人、観光客問わず人気である。中央広場の南西には、野外市営劇場(πολιτιστικό καλοκαίρι /politistiko kalokairi)があり、伝統的な見世物や、イベントが開催されている。コモティニの6km北東には、ニムファイアの森がある。ここは、レクリエーション活動ができる施設であり、散歩道やコート、グラウンド、環境学習の場などがある。また、森を縦断する舗装道の先には、ビザンツ帝国時代の要塞や、歴史的なニムファイアの要塞がある。
コモティニに住む人々は多種多様で、先住のギリシャ人、小アジアや東トラキアから難民として来たギリシャ人、イスラム系ギリシャ人、トルコ人、ポマク人、ロマ人、アルメニア人避難民といった人々の子孫であり、最近では旧ソ連（主にグルジア、アルメニア、ロシア、カザフスタン）からの避難民もいる。

## 教育
コモティニ市内には、小学校および、中等学校が林立している。約20の小学校、7つの中学校（gymnasia）、4つの高等学校(lykeia)とともに、大きな中等技術教育大学がある。コモティニは北部ギリシャの学術都市であり、高い水準の教育と、その独自性、そして、忘れてはならないのが「コモティニ学生の技術」である。コモティニは、中央政府のふるさとであり、トラキ大学の法学部、国際経済関係発展学部、体育・スポーツ科学学部、歴史・民族学部、国学部、社会学部、国際経営関係発展学部、黒海の言語・文学・市民学部といった多くの学部がある。コモティニのキャンパスには、約5,000人から10,000人もの学生が在籍し、大部分の社会生活はそれを中心に動く。1973年のトラキ大学の設立によって、とても良い影響を受けたコモティニの都市全体が拡大し、成長した。